# Gare d'Iseshi
La gare d'Iseshi (伊勢市駅, Iseshi-eki) est une gare ferroviaire de la ville d'Ise, dans la préfecture de Mie au Japon. Elle est exploitée par les compagnies JR Central et Kintetsu.

## Situation ferroviaire
La gare d'Iseshi est située au point kilométrique (PK) 15,0 de la ligne Sangū et au PK 27,7 de la ligne Kintetsu Yamada.

## Historique
La gare a été inaugurée le 11 novembre 1897 sous le nom de gare de Yamada (山田駅). Elle prend son nom actuel en 1959.

## Service des voyageurs

### Accueil
La gare dispose d'un bâtiment voyageurs, avec guichets, ouvert tous les jours.

### Desserte

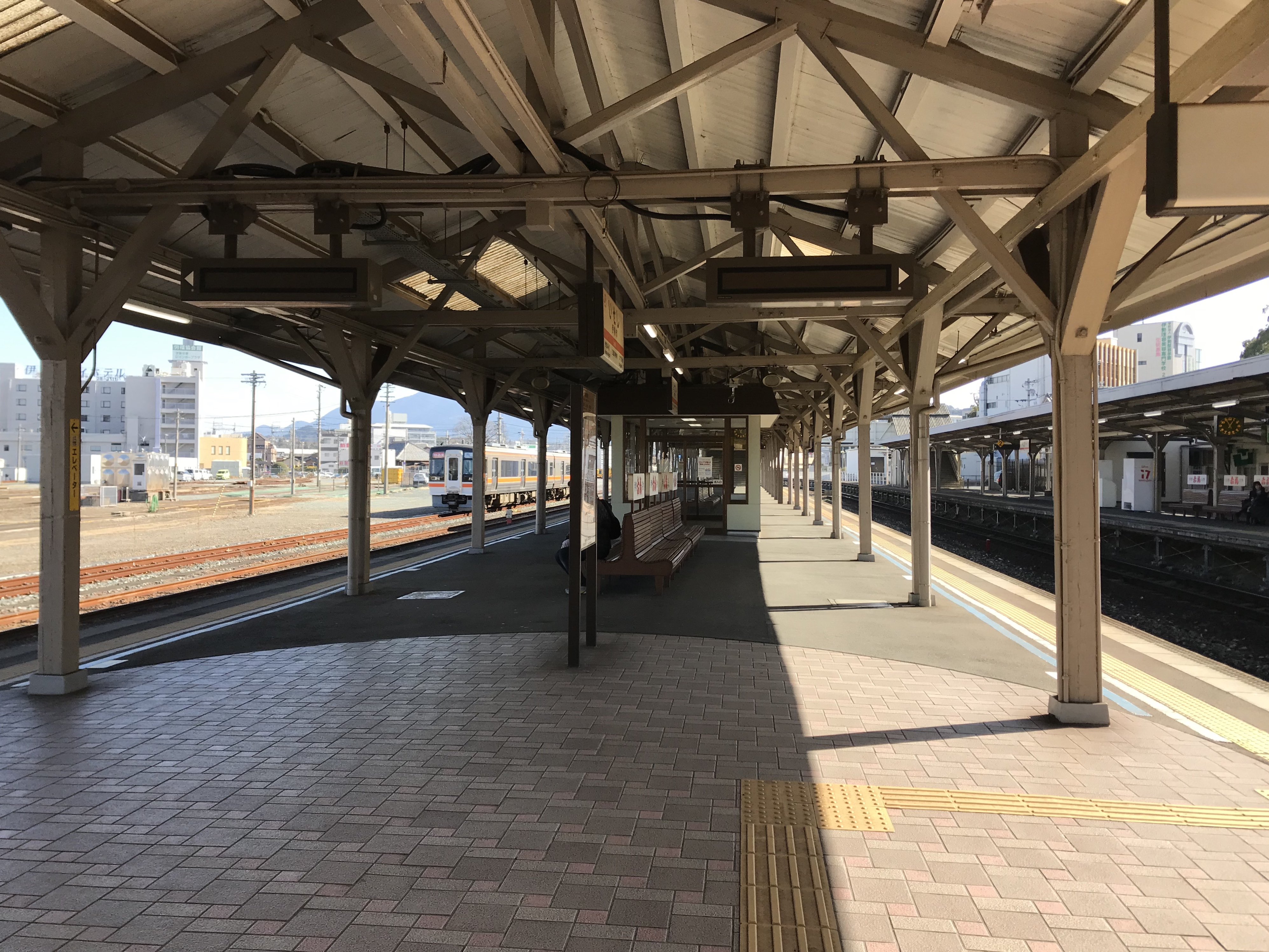
Vue des quais JR.

#### JR Central
- Ligne Sangū :
  - voies 1 et 3 : direction Matsusaka, Kameyama et Nagoya
  - voies 2 et 3 : direction Toba

#### Kintetsu
- Ligne Kintetsu Yamada :
  - voie 4 : direction Yokkaichi, Nagoya, Osaka-Namba et Kyoto
  - voie 5 : direction Ujiyamada et Kashikojima